# Wunderbaum
Wunderbaum eller Wunder-Baum, alternativt duftgran, er et stykke pap formet som et rødgran og dækket af duftende parfume. Wunderbaum, som er et registreret varemærke ejet af Julius Sämann Ltd, anvendes i biler for at give en behagelig duft i bilens kabine.
Wunderbaum blev opfundet i 1952 i Watertown i delstaten New York af den schweiziskfødte, canadiske forretningsmand Julius Sämann, under varemærket "Little Trees" og fremstilles i dag på licens forskellige steder i Europa under andre navne: Magic Tree (Storbritannien, Irland), Wunder-Baum (Sverige, Tyskland, Norge, Finland, Danmark) og Arbre Magique (Frankrig, Italien, Spanien, Portugal).
Wunderbaum er blevet et ikon i populærkultur og er blevet populært blandt raggare som tit har et eller flere monteret i deres biler.[kilde mangler] Derudover forekommer Wunderbaum ikonisk i blandt andet filmene Repo Man, Fisher King og Logorama.[kilde mangler]